# Медичи, Франческо (1614—1634)
Франче́ско Ме́дичи (итал. Francesco de Medici), или Франче́ско, сын Ко́зимо II Ме́дичи (итал. Francesco di Cosimo II de Medici; 16 октября 1614, Флоренция, Великое герцогство Тосканское — 25 июля 1634, Регенсбург, Регенсбургское епископство) — принц из дома Медичи, сын Козимо II, великого герцога Тосканского.

## Биография

### Ранние годы

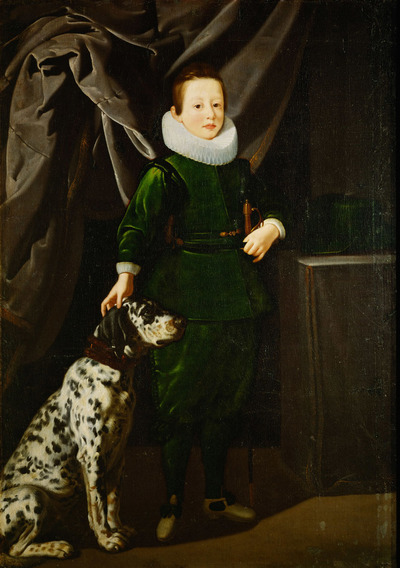
Детский портрет кисти Сустерманса (1625). Музей истории искусств, Вена

Франческо Медичи родился во Флоренции 16 (в ночь на 17) октября 1614 года. Он был шестым ребёнком и четвёртым сыном в многодетной семье Козимо II, великого герцога Тосканы и Марии Магдалины Австрийской, эрцгерцогини из Имперской ветви дома Габсбургов. По отцовской линии приходился внуком Фердинандо I, великому герцогу Тосканы и Кристине Лотарингской из Лотарингского дома. По материнской линии был внуком Карла II, эрцгерцога Австрии и Марии Анны Баварской из дома Виттельсбахов. Принца назвали в память о дяде со стороны отца, скончавшегося от брюшного тифа за несколько месяцев до его рождения. На следующий день после появления на свет Франческо Медичи крестили во дворце Питти. Ритуал провёл флорентийский архиепископ Алессандро Марци-Медичи. Восприемником принца стал свояк его матери Сигизмунд III, король Польши и великий князь Литвы, которого во время ритуала представлял его посланник.
Франческо рос и воспитывался вместе со старшим братом Маттиасом. Разница в возрасте между ними составляла всего год. Придворный лекарь и учителя принцев отправляли их матери ежедневные письменные отчёты о состоянии здоровья, успехах в обучении и обо всех событиях в жизни Франческо и Маттиаса. После смерти отца, когда регентами над старшим братом, великим герцогом Фердинандо II стали их мать и бабка, учителями принцев были назначены люди не имевшие выдающихся знаний, но имевшие благородное происхождение и принадлежавшие к высшим слоям духовенства. Детей воспитывали приверженцами контрреформации и идей абсолютизма. Франческо, по решению матери, готовили к карьере военного. Его учителем и воспитателем был назначен военный и писатель Фабрицио Барболани-ди-Монтауто. Однако у принца не было склонности к военному делу. Он был рафинированным молодым человек субтильного телосложения, который военным баталиям предпочитал жизнь при дворе с балами, пирами и выездами на охоту.

### Карьера и преждевременная смерть
В сентябре 1631 года Франческо, вместе с Маттиасом, посетил императорский двор в Вене, где вдовствующая великая герцогиня представила сыновей своему брату, императору Фердинанду II. Мать принцев старалась обеспечить их поступление на службу в имперскую армию под началом Альбрехта фон Валленштейна. Во время путешествия Франческо и Маттиас продолжали развлекать себя охотой и балами до ноября 1631 года, когда вдовствующая великая герцогиня внезапно скончалась в Пассау. Старший брат, великий герцог Тосканы, позволил им остаться заграницей и выделил под их командование в имперскую армию корпус из тысячи всадников и шести тысяч пехотинцев. Весной 1632 года, из-за военных успехов протестантов в Тридцатилетней войне, великий герцог Тосканы выделил братьям сто тысяч скудо и большое количество оружия с требованием немедленно отправиться в действующую имперскую армию и проявить себя в сражениях с протестантами на стороне императора.
В июле 1632 года Франческо и Маттиас отправились к театру военных действий. После встречи с императором в Вене, они прибыли в лагерь имперской армии под Нюрнбергом. 16 ноября 1632 года братья впервые участвовали в сражении — битве при Лютцене. Встретив принцев с воодушевлением, Валленштейн вскоре стал относиться к ним отрицательно. Причиной тому было недовольство генералиссимуса недостаточным участием великого герцогства Тосканского в снабжении имперской армии. Сначала он отказался предоставить военные звания соответствовавшие происхождению принцев. Затем, желая избавиться от присутствия в действующей армии Франческо и Маттиаса, в июле 1633 года совсем отобрал у них командование над полками. Как считали сами принцы, причиной такого отношения к ним со стороны генералиссимуса было то, что, находясь при имперском дворе, они говорили о возможном предательстве Валленштейна. В феврале 1634 года в письме к великому герцогу Франческо и Маттиас попросили разрешение покинуть имперскую армию, опасаясь за свои жизни, если обвинение генералиссимуса в предательстве подтвердятся. Старший брат удовлетворил их просьбу, и в том же месяце они покинули театр военных действий и прибыли в замок Нойштадт.
Неудачное начало военной службы окончательно убедило Франческо в его непригодности к карьере военного, о чём он также написал в письме к старшему брату в марте 1634 года. Но ему не позволили покинуть имперскую армию. В мае того же года, во главе кавалерии великого герцогства, Франческо участвовал в осаде Регенсбурга. В июле в лагере осаждавших разразилась эпидемия чумы. Франческо заболел. Однако врачи не сразу диагностировали у него заболевание. Состояние принца быстро ухудшилось. Направленный к нему императорский врач ничего не смог сделать. Франческо Медичи умер под Регенсбургом 25 июля 1634 года. Сначала останки принца привезли в монастырь францисканцев в Больцано. Новость о его смерти достигла двора во Флоренции в начале августа, когда там все готовились к свадьбе Фердинандо II и Виктории Урбинской. По приказу великого герцога 30 августа 1634 года в базилике Святого Лаврентия во Флоренции покойному Франческо были устроены торжественные похороны.

## В культуре
Сохранилось несколько портретов Франческо, изображающих его в разном возрасте и почти все они принадлежат кисти Юстаса Сустерманса. Детский портрет принца (ок. 1625) кисти того же художника, являющийся копией работы Франческо Бьянки Буонавита, хранится в собрании Музея истории искусств в Вене. На полотне он изображён с далматином. Ещё два портрета кисти Сустерманса (ок. 1628), на которых Франческо изображён в латах, входят в собрания галереи Уффици и Палатинской галереи во Флоренции. Они были написаны вскоре после того, как принц упал с лошади у ворот Святого Фредиана и сломал ногу. Другой портрет кисти того же художника, написанный им незадолго до смерти принца, входит в собрание Национального музея в Кракове.